# Казімеж Барциковський
Казімеж Барциковський (пол. Kazimierz Barcikowski; 22 березня 1927, Зґлехув — 10 липня 2007, Варшава) — польський політик часів ПНР, член Політбюро ЦК ПОРП. Обіймав посади міністра сільського господарства, віцепрем'єра, заступника голови Державної ради. Набув широкої популярності після підписання угоди з Міжзаводським страйковим комітетом Щецина 30 серпня 1980 року. Однодумець і сподвижник Войцеха Ярузельського.

## Селянський активіст
Народився в сім'ї заможного селянина з гміни Сенниця Мінського повіту. Виховувався у дусі традиційної сільської патріархальності та польських національних традицій. Початкову освіту здобув у рідному селі. У 1940 році вступив до приватного коледжу у Мінську-Мазовецькому. Навчання довелося перервати через німецьку окупацію. У 1943—1945 роках Казімеж Барциковський воював проти окупантів у лавах Армії Крайової.
У 1949 році закінчив сільськогосподарське училище у Лодзі, здобув спеціальність інженера-агронома. У 1962 році захистив докторську дисертацію з економіки на тему ціноутворення у сфері виробництва мінеральних добрив.
Після закінчення війни вступив до Союзу сільської молоді. Перебував у Польській селянській партії Станіслава Миколайчика. З 1949 року після примусового злиття селянських партій у прокомуністичну — член Об'єднаної селянської партії (ОСП).
З 1946 року Барциковський перебував також у Союзі польської молоді, орієнтованому на комуністичну ПРП. Обіймав секретарські посади у Лодзі, Бидгощі та центральному апараті організації.

## Партійна кар'єра
У 1953 році, коли будь-яка опозиція в ПНР була очевидно придушена, а ОСП остаточно перетворена на «партію-сателіту», Казімеж Барциковський вступив в урядущу комуністичну ПОРП. Обіймав різні посади у партійному апараті. У 1965—1968 роках був заступником завідувача організаційного відділу ЦК та редактором партійного бюлетеня «Życia Partii». У 1968—1970 роках — перший секретар воєводського комітету ПОРП у Познані.
Робітничі протести на Балтійському узбережжі взимку 1970—1971 року призвели до зміни вищого керівництва ПОРП і ПНР. Першим секретарем ЦК ПОРП замість Владислава Гомулки став Едвард Герек. З грудня 1970 року Барциковський — секретар ЦК ПОРП. У січні 1971 року він супроводжував Герека при його поїздці в Щецин і переговорах зі страйковим комітетом Едмунда Балуки. Казімеж Барциковський повністю підтримував гереківську політику соціального маневрування. За його участю 1971 року прийнято закон про безплатну охорону здоров'я на селі, 1977 року — закон про пенсії для сільського населення.
16 лютого 1974 року Барциковський отримав призначення міністром сільського господарства ПНР. Обіймав цю посаду до 17 грудня 1977 року, коли був переведений на посаду першого секретаря комітету ПОРП у Кракові (змінив Юзефа Клясу). 18 лютого 1980 року Барциковський обійняв посаду віцепрем'єра ПНР. Очолював депутатський клуб ПОРП у сеймі. Був також представником ПНР у РЕВ і співголовою спільної комісії представників уряду ПНР і польського католицького єпископату. З 1965 до 1989 рік був депутатом сейму ПНР.

## Співавтор Щецинської угоди
У серпні 1980 року Польщу охопив потужний страйковий рух. Партійно-державне керівництво на чолі з Едвардом Гереком було змушене піти на переговори зі страйкарями. Барциковський отримав направлення до Щецина. Оцінивши безпрецедентність ситуації, він почав діяти на власний розсуд, інформуючи Політбюро заднім числом. Із самого початку Барциковський усвідомив неминучість поступок і невідворотність створення у Польщі незалежних профспілок. Про силове придушення протестів для нього цього разу не могло бути й мови. Проте Барциковський зробив серйозні зусилля, щоб поставити новий профрух під контроль ПОРП й уряду.
Барциковський вміло провів переговори з Міжзаводським страйковим комітетом (МКС) Мар'яна Юрчика. Він пам'ятав події грудня 1970 року — «Щецинську республіку», вуличні зіткнення, спалену будівлю воєводського комітету ПОРП. Побоюючись повторення, він спробував створити враження рівноправного діалогу. При цьому віцепрем'єр намагався (не завжди без успіху) внести розкол у середовище страйкарів: членів Щецинського MKS називав «представниками справжнього робітничого класу», протиставляючи «хуліганам» із Гданського MKS. Станіслав Вондоловський, робітничий активіст і соратник Юрчика, характеризував Барциковського як «розумного та хитрого» супротивника.
Використовуючи недовіру Юрчика до інтелігенції, Барциковський через партійних юристів повністю контролював правове оформлення домовленостей. Знаючи католицьку релігійність Юрчика, він вийшов на зв'язок з єпархіальним єпископом Казімежем Майданським і переконав його впливати на MKS з метою припинення страйку. Зіграв Барциковський і на прагненні Юрчика підписати угоду першим, раніше за Леха Валенсу. Загрози Барциковського «поїхати», тобто затягнути переговори, виявлялися ефективними.

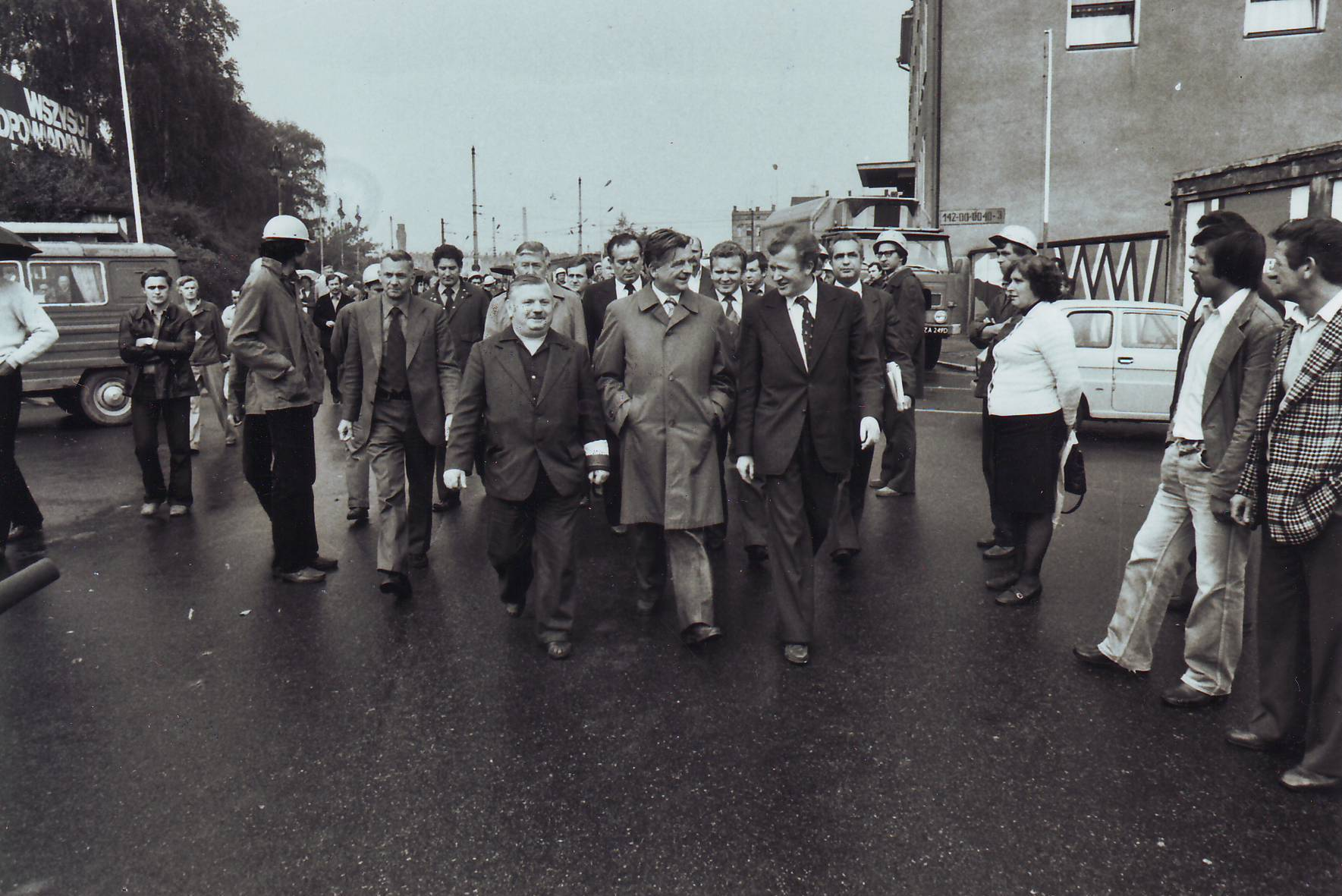
Урядова делегація залишає Щецин після підписання угоди: у центрі — Казімеж Барциковський

30 серпня 1980 року Казімеж Барциковський і Мар'ян Юрчик підписали Щецинську угоду, яка передбачала створення у Польщі незалежних профспілок — перший акт такого характеру в Східній Європі з кінця 1940-х років. Щецинський документ був підписаний на день раніше всесвітньо відомої Гданської угоди Леха Валенси з Мечиславом Ягельським. При цьому з усіх серпневих документів щецинська угода була укладена в найпомірніших формулюваннях, вигідних владі. Це також було відзначено як особливий успіх Барциковського. Але згодом Барциковський визнавав, що не передбачав, у що розвинеться незалежний профрух Польщі.
Восени 1980 року Барциковський очолював урядову делегацію у спільній комісії із страйковим комітетом Щецина. З боку влади робилися спроби підкорити чи корумпувати нові профспілки (влаштування бенкетів, оплата міжміських поїздок) — що виявилося марним. Згодом Барциковський наголошував на труднощах переговорів з Юрчиком — переконаним антикомуністом, перейнятим класовою ненавистю до номенклатури. Водночас джерела, що симпатизували Барциковському, стверджували, ніби він розумів правоту страйкарів і щиро прагнув домовитися з ними.
Дії Барциковського у Щецині отримали високу оцінку керівництва. Він став першим із керівників ПНР, якому вдалося домогтися припинення страйку. 6 вересня 1980 року його кооптовано в Політбюро ЦК ПОРП. 8 жовтня 1980 року увійшов до складу Державної ради ПНР. Але вже у жовтні у керівництві ПОРП посилилася жорстка лінія. Казімежа Барциковського з його компромісним підходом зняли з посади віцепрем'єра та відсунуто від переговорів.

## В оточенні Ярузельського
Казімеж Барциковський повністю підтримував політичний курс генерала Ярузельського, належав до кола його неформальних радників. Жорстко відстоював монополію влади ПОРП, проте продовжував виступати за компромісний курс, різко засуджував догматизм «партійного бетону» типу Катовицького партійного форуму. Залаштунково підтримував «горизонтальні структури» типу краківської «Кузні». Анонімні «бетонні» автори у листівках угруповання ROSO звинувачували Барциковського в планах встановлення «аграристської диктатури селян-одноосібників» і приписували керівництво змовою фантастичної «Великої п'ятірки», що нібито складалася з «псевдоінтелектуалу Шаффа», «провокатора Верблана», «іноагента Куроня», «жорстокого естебака Шляхциця» та «здатного на все Кляси».
13 грудня 1981 року Барциковський однозначно і рішуче підтримав запровадження воєнного стану. На січневому засіданні воєводського комітету ПОРП й адміністрації Гданська він прямо заявив від імені партійного апарату: «Нам не вдалося впоратися із ситуацією. Армії довелося взяти на себе відповідальність за долю країни».
Протягом 1980-х років Казімеж Барциковський належав до вищого керівництва ПОРП і ПНР — урядущої групи генерала Ярузельського, яка неофіційно називалася «Директорією». Брав участь у підготовці та реалізації ключових політичних рішень. При цьому він вважався представником «реформаторського крила» ПОРП, що протистояв «партійному бетону» (Мирослав Мілевський, Тадеуш Грабський, Стефан Ольшовський, Богуслав Стахура). Підтримував скасування воєнного стану влітку 1983 року, віддавав перевагу соціальному та політичному маневруванні прямому «бетонному» насильству.
6 листопада 1985 року Казімеж Барциковський обійняв посаду заступника голови Держради (головою був Войцех Ярузельський). З 1986 року очолював Всепольський Грюнвальдський комітет — проурядову організацію, яка культивувала традиції Грюнвальдської битви та польської військової слави. Ця структура була задумана як інструмент проникнення влади в націонал-патріотичні кола, але не набула популярності.

## Відставка
Після нової страйкової хвилі 1988 року, Круглого столу та перемоги Солідарності на «напіввільних» виборах у Польщі розпочався процес зміни суспільно-політичного устрою. 19 липня 1989 року Казімеж Барциковський залишив посаду в Держраді, 29 липня 1989 року його виведено з Політбюро ЦК ПОРП.
У Третій Речі Посполитій Казімеж Барциковський не брав участі у політиці. Публікував під псевдонімом газетні статті про ситуацію у польському сільському господарстві. У 1998 році він видав книгу мемуарів «U szczytów władzy» («На вершинах влади»), в якій підкреслював роль і значення «реформаторської» частини ПОРП.
Помер Казімеж Барциковський у віці 80 років. Похований на цвинтарі Військові Повонзки.